# Раке
Раке (словен. Rake) — поселення в общині Костел, регіон Південно-Східна Словенія, Словенія. Висота над рівнем моря: 564,4 м.